# Limenitis levona
Limenitis levona är en fjärilsart som beskrevs av Stephen R. Steinhauser och Miller 1977. Limenitis levona ingår i släktet Limenitis och familjen praktfjärilar. Inga underarter finns listade i Catalogue of Life.